# Shizuka Ishibashi
Shizuka Ishibashi (石橋 静河, Ishibashi Shizuka), née le 8 juillet 1994 à Tokyo (Japon), est une actrice japonaise.

## Filmographie sélective

### Cinéma
- 2016 : Night's Tightrope (少女, Shōjo?) de Yukiko Mishima
- 2017 : The Tokyo Night Sky Is Always the Densest Shade of Blue (夜空はいつでも最高密度の青色だ, Yozora wa itsu demo saikō mitsudo no aoiro da?) de Yūya Ishii
- 2019 : 37 Seconds (?) de Hikari
- 2020 : Tokyo Love Story (東京ラブストーリー, Tōkyō Rabusutōrī?) de Kozo Nagayama